# Нікіта Контіні-Барановський
Нікі́та Конті́ні-Барано́вський (італ. Nikita Contini Baranovskyy, 21 травня 1996, Черкаси, Україна) — італійський футболіст українського походження, воротар футбольного клубу «Наполі».

## Життєпис
Нікіта Контіні-Барановський народився в Черкасах у родині українки-заробітчанки та італійця з Неаполя Паскуале Контіні, хоча біологічним батьком хлопця був українець. У віці трьох років разом з сім'єю переїхав до Джульяно-ін-Кампанія. У п'ятирічному віці розпочав займатися футболом у академії «Атлетико Джульяно», де його вітчим працював дитячим тренером. Нікіта грав переважно з хлопцями старшого віку. У 2007 році у товариському матчі «Атлетико Джульяно» проти «Наполі» гра юного голкіпера привернула увагу тренерів неаполітанського клубу, які спостерігали за ним майже протягом року, після чого запросили до академії «Наполі».
2014 року уклав свій перший професійний контракт з «Наполі». Для отримання ігрової практики наступного року був відданий в оренду до третьолігового клубу СПАЛ, за команду якого дебютував у дорослому футболі.
Згодом протягом 2016—2019 років також на орендних умовах грав за низку інших команд Серії C, а сезон 2019/20 провів як основний голкіпер команди «Віртус Ентелла» вже в Серії B.
Повернувшись з останньої оренди до «Наполі», на сезон 2020/21 був заявлений у складі основної команди неаполітанського клубу, проте так за неї й не дебютував.
Натомість 2021 року знову був відданий в оренду, цього разу до «Кротоне». Згодом на аналогічних умовах грав за «Віченцу», а в серпні 2022 року був орендований «Сампдорією», за яку виходив на поле лише в кубкових іграх.
Першу половину 2023 року відіграв на орендних правах за друголігову «Реджину», а на сезон 2023/24 був заявлений у складі «Наполі».

## Статистика виступів

### Статистика клубних виступів
Станом на 6 травня 2023
| Сезон             | Команда           | Чемпіонат         | Чемпіонат | Чемпіонат | Національний кубок | Національний кубок | Національний кубок | Континентальні кубки | Континентальні кубки | Континентальні кубки | Інші змагання | Інші змагання | Інші змагання | Усього | Усього |
| Сезон             | Команда           | Ліга              | Ігор      | Голів     | Ліга               | Ігор               | Голів              | Ліга                 | Ігор                 | Голів                | Ліга          | Ігор          | Голів         | Ігор   | Голів  |
| ----------------- | ----------------- | ----------------- | --------- | --------- | ------------------ | ------------------ | ------------------ | -------------------- | -------------------- | -------------------- | ------------- | ------------- | ------------- | ------ | ------ |
| 2015–16           | СПАЛ              | ЛП                | 8         | -8        | КІ+КІ-ЛП           | 1+4                | -3 + -3            | -                    | -                    | -                    | СКІ-ЛП        | 0             | 0             | 13     | -14    |
| 2016-січ. 2017    | «Каррарезе»       | ЛП                | 2         | -5        | КІ+КІ-ЛП           | 0+2                | 0 + -1             | -                    | -                    | -                    | -             | -             | -             | 4      | -6     |
| січ.-черв. 2017   | «Таранто»         | ЛП                | 5         | -11       | КІ-ЛП              | 1                  | -1                 | -                    | -                    | -                    | -             | -             | -             | 6      | -12    |
| 2017–18           | «Понтедера»       | C                 | 35+1      | -48 + -2  | КІ-C               | 2                  | 0                  | -                    | -                    | -                    | -             | -             | -             | 38     | -50    |
| 2018–19           | «Сієна»           | C                 | 35+1      | -36 + -1  | КІ+КІ-C            | 0+0                | 0                  | -                    | -                    | -                    | -             | -             | -             | 36     | -37    |
| 2019–20           | «Віртус Ентелла»  | B                 | 32        | -44       | КІ                 | 1                  | -2                 | -                    | -                    | -                    | -             | -             | -             | 33     | -46    |
| 2020–21           | «Наполі»          | A                 | 0         | 0         | КІ                 | 0                  | 0                  | ЛЄ                   | 0                    | 0                    | СІ            | 0             | 0             | 0      | 0      |
| 2021-січ. 2022    | «Кротоне»         | B                 | 7         | -9        | КІ                 | 0                  | 0                  | -                    | -                    | -                    | -             | -             | -             | 7      | -9     |
| січ.-черв. 2022   | «Віченца»         | B                 | 12+2      | -11 + -2  | КІ                 | -                  | -                  | -                    | -                    | -                    | -             | -             | -             | 14     | -13    |
| 2022-січ. 2023    | «Сампдорія»       | A                 | 0         | 0         | КІ                 | 2                  | -3                 | -                    | -                    | -                    | -             | -             | -             | 2      | -3     |
| січ.-черв. 2023   | «Реджина»         | B                 | 8+1       | -12 + - 1 | КІ                 | -                  | -                  | -                    | -                    | -                    | -             | -             | -             | 9      | -13    |
| 2023–24           | «Наполі»          | A                 | 0         | 0         | КІ                 | 0                  | 0                  | ЛЧ                   | 0                    | 0                    | СІ            | -             | -             | 0      | 0      |
| Усього за кар'єру | Усього за кар'єру | Усього за кар'єру | 149       | –0        |                    | 13                 | -13                |                      | 0                    | 0                    |               | 0             | 0             | 162    | –3     |

## Титули і досягнення
- Чемпіон Італії (1):

«Наполі»: 2024–25